# Српска православна црква у Палићу
Српска православна црква у Палићу, насељеном месту на територији града Суботице, припада Епархији бачкој Српске православне цркве. Црква посвећена Светом пророку Илије.
Изградња цркве је започето 2000. године, да би 2007. године били освештани крстови и звона и почела да се служи служба.